# Ñeembucú megye
Ñeembucú  egy megye Paraguayban. A fővárosa Pilar.

## Földrajz
Az ország északi részén található. Megyeszékhely: Pilar

## Települések
16 szervezeti egységre oszlik:
1. Alberdi
2. Cerrito
3. Desmochados
4. General José Eduvigis Díaz
5. Guazú Cuá
6. Humaitá
7. Isla Umbú
8. Laureles
9. Mayor José J. Martinez
10. Paso de Patria
11. Pilar
12. San Juan Bautista del Ñeembucú
13. Tacuaras
14. Villa Franca
15. Villa Oliva
16. Villalbín